# Leo Sylvestre
Joseph Henry Léopold "Leo" Sylvestre, född 13 december 1911 i Montréal, Québec, död 11 december 1972 i provinsen Québec, var en kanadensisk hastighetsåkare på skridskor. Han deltog vid olympiska spelen i Lake Placid 1932 på 500 meter, men kvalificerade sig inte till final.